# سون ۸۶۰۴۳
سیارک ۸۶۰۴۳ (به انگلیسی: 86043 Cevennes، نامگذاری:1999OE) هشتاد و شش هزار و چهل و سومین سیارک کشف شده‌است که در ۱۶ ژوئیه ۱۹۹۹ کشف شد.